# Cécé Pepe
Cécé Franck Pepe (* 9. November 1996 in Clichy) ist ein französischer ehemaliger Fußballspieler, der zuletzt beim FC Livingston unter Vertrag stand.

## Karriere

### Verein
Cécé Pepe startete seine Karriere bei Paris Saint-Germain, unweit seiner Geburtsstadt Clichy entfernt. Innerhalb der Jugendzeit wechselte er in die Nachwuchsakademie von Olympique Marseille in den Süden von Frankreich. Ab dem Jahr 2015 kam er in der zweiten Mannschaft in der National 2 zum Einsatz. Im August 2017 wechselte Pepe zum ukrainischen Erstligisten FK Sirka Kropywnyzkyj. In den Relegations-Play-offs unterlag er mit seiner Mannschaft in der Saison 2017/18 gegen Desna Tschernihiw, womit der Abstieg in die Perscha Liha feststand. Pepe verließ daraufhin den Verein. 
Im August 2018 unterschrieb er einen Vertrag beim FC Rieti aus der italienischen Serie C. Nach 15 Einsätzen in der dritten Liga und einem erzielten Tor wurde im Februar 2019 der bis zum Jahr 2020 laufende Vertrag vorzeitig aufgelöst. Bis in den Juni 2019 hinein war er Vereinslos, bevor er nach einem erfolgreichen Probetraining einen Vertrag beim FC Livingston aus Schottland erhielt. Im August 2020 verließ er den Verein.

### Nationalmannschaft
Cécé Pepe spielte im Jahr 2011 mindestens sechsmal in der französischen U-16-Nationalmannschaft.